# Deizmus

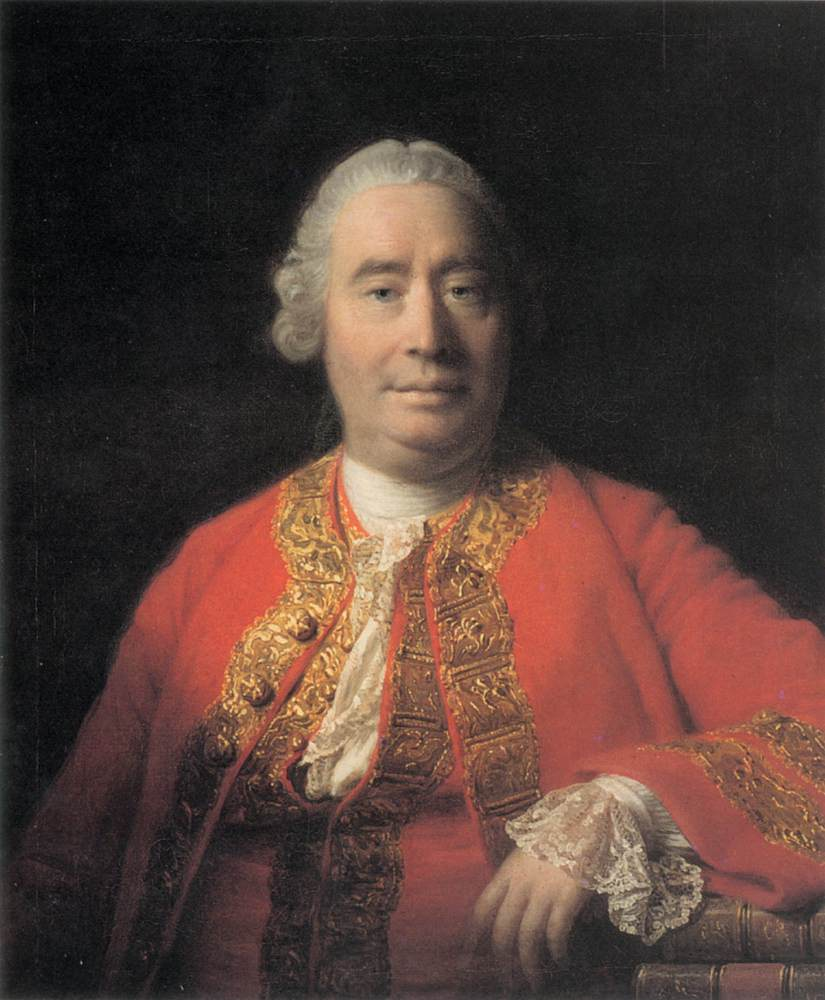
David Hume

A deizmus egy olyan istenre vonatkozó felfogás, vagy természetes vallási rendszer, amelynek képviselői hisznek ugyan egy legfelsőbb lényben mint személyesen létező valóságban, és feltételezik, hogy a világot a természeti törvényekkel együtt ő teremtette, de tagadják, hogy ezen túlmenően együttműködne vagy beavatkozna a teremtésbe, és főképpen tagadják a keresztény értelemben vett természetfeletti kinyilatkoztatást. A deizmus tehát az istenséget vagy Istent és a világot különválasztja egymástól.
A deizmus kiindulópontja az újkori ember életérzése volt, amely, szemben a középkori istenközpontúsággal, emberközpontúvá akarta tenni a vallást. A deisták szerint a vallást az emberi észre kell alapozni, illetve a természet megfigyelésének tapasztalataira – mindezek a deizmus rendszerében elegendőek ahhoz, hogy feltárják Isten, a legfőbb létező létét.
A deizmust a legkülönfélébb változatokban a 16. század végétől kezdve képviselték, és kialakulása összefüggésben volt egy nem kinyilatkoztatáson alapuló, filozófiai, természetes vallás létesítésével.
A deizmus a 17. és 18. században virágzott, elsősorban Angliában, Franciaországban és Amerikában.

## Története és eszméi

### Előzmények

#### Arisztotelész deizmusa
Arisztotelész Isten-fogalma is deista beállítottságú volt. Úgy vélte, hogy a világ állandó függőségben van Istennel, hiszen Isten a világ végső oka, azonban az isteni okságot úgy kell érteni, hogy oksági működésének hátterében a "materia prima" húzódik meg, mint valamiféle örök, potenciális hordozó (ezzel a teremtés ki van zárva), vagyis inkább a cél-okság, mint a létesítő-okság rendjében kell szemlélnünk Isten és a világ viszonyát, hiszen ő az, aki kiváltja a "materia prima" megvalósulásra irányuló törekvését, amennyiben a képességiség állapotából a szubsztanciális formák felvételére aktualizálja a világot. Isten tehát végső soron a cél-okság kapcsolatában áll a világgal.

Arisztotelész istene önmagába zárt, abszolút lény, akinek nincs tudomása a világról. Egész belső működése önmaga szemlélésében és elgondolásában áll. Ez az önismeret bár bizonyos személyes jelleget is ad istenének, de e személyesség nem jelenti azt, hogy Isten és a világ között olyan személyes kapcsolat volna, mint amilyen a személyes szabad teremtés és személyes gondviselés mozzanata. Hasonlóképpen a világ is önmagában zárt Arisztotelész szerint. Jóllehet fellelhető benne valamiféle vágyakozás, melyet Isten vált ki belőle, de ez a vágyakozás nem jelenti azt, amit a platóni erosz jelent, vagyis az ember nem vágyakozik közvetlenül az Istennel való egyesülésre és az Isten szemléletére, hanem csupán emberi létének megvalósulására és annak tökéletesítésére törekszik.

### A felvilágosodás deizmusa
A felvilágosodás filozófiája tudatosan és kifejezetten a deizmus álláspontját képviselte az Isten-kérdésben, de a felvilágosodás nem annyira megteremtője volt a deizmus jelenségének, mint inkább a már szekularizált szellem kifejeződése. A régi sztoikus bölcseletből kölcsönözve az alapot, ez a deizmus azt állítja, hogy miként a pozitív jog az általános természetjognak az egyes történelmi helyzetre való alkalmazása, úgy a pozitív vallás is az általános természetvallás egy-egy esete. Istent hol úgy mutatja be, mint abszolút transzcendens létezőt, aki egyáltalán nem törődik a világgal, hol pedig úgy, mint aki panteista módon benne van a világban. A deizmus átvette a fölvilágosodás racionalizmusát és tételeinek megerősítését látta a természettudományok előretörésében. Ezek segítségével igyekezett megvalósítani a vallás és az erkölcs teljes szekularizálását.
Keletkezésének történetéhez hozzátartozik az, hogy a 16. századi vallásháborúk után erősen jelentkezett az a vágy, hogy az ész törvényére hivatkozva áthidalják a vallások ellentéteit. A gondolat első szorgalmazója a francia Jean Bodin volt (1530-1596), aki az észszerű vallásossághoz elegendőnek tartotta az egy Isten létének, az erkölcsi felelősségnek, a szabadságnak, a lélek halhatatlanságának és a túlvilági ítéletnek az elfogadását.

#### Az angol deizmus
A természetes vallás mozgalmát Angliában Edward Herbert népszerűsítette (De veritate, 1624). Virágkorát a szabadgondolkodók működésével a 18. század elején érte el. Nevezetesebb képviselői: Thomas Hobbes, Charles Blount, John Toland, Matthew Tindal, Thomas Morgan. A bibliai jövendöléseket és csodákat allegóriáknak fogták föl. De természetesen ellenfeleik is akadtak, akik a kinyilatkoztatás valódiságát és történetiségét védelmezték.

#### A francia deizmus
Franciaországban Pierre Bayle a 17. század végén a descartes-i kételkedést kiterjesztette a vallási dogmákra, bírálta a kinyilatkoztatásról szóló tanítást, követelte a vallási türelmet, és az egyéni lelkiismeretet tette meg tévedhetetlen mértéknek. A francia deizmus igazi képviselője Voltaire lett, aki egészen átvette a sztoikusok természet-fogalmát. A természet őnála mechanikai törvényszerűség, amely követeli a racionalizmust. A természetes vallás lényege az ésszel fölismerhető erkölcsi szabályok foglalata. Az ilyen vallást meg kell szabadítani minden teológiai kötöttségtől, és csak úgy kell fölfogni, mint tiszta erkölcsiséget. Istent úgy kell elgondolni, mint aki tétlen és a világ iránt érzéketlen (Deus otiosus). A filozófiai deizmus ezt át is vette Voltaire-től. Követői: Denis Diderot, Holbach, Lamettrie, Rousseau és a pozitivista Auguste Comte. Valamennyien megegyeznek a természetfölöttiség elutasításában.

#### A német deizmus
Németországban a deizmus angol és francia nyomokon indult el. J. L. Schmidt 1741-ben lefordította Tindal művét (A kereszténység olyan régi, mint a teremtés). Hermann Samuel Reimarus megírta "A természetes vallás főbb igazságai" című könyvét. További képviselői Siegmund Jakob Baumgarten és V. G. Thorschmid. Mérsékelt irányzatához tartozott Gottfried Wilhelm Leibniz és Christian Wolff is. Az ő rendszerükben a világ Isten szükségszerű alkotása, és ez a világ a maga rendjében tökéletes, törvényei változatlanok. Az ember vallásosságához szükséges és elegendő Isten megismerése, a hit a gondviselésben és az örök életben. Gotthold Ephraim Lessing a Biblia racionalista kritikájával támasztotta alá a természetes vallást. Johann Gottfried Herder már panteista színeket vitt belé. Immanuel Kant A vallás a tiszta ész határain belül című művében fejtette ki nézeteit.

#### Az amerikai deizmus

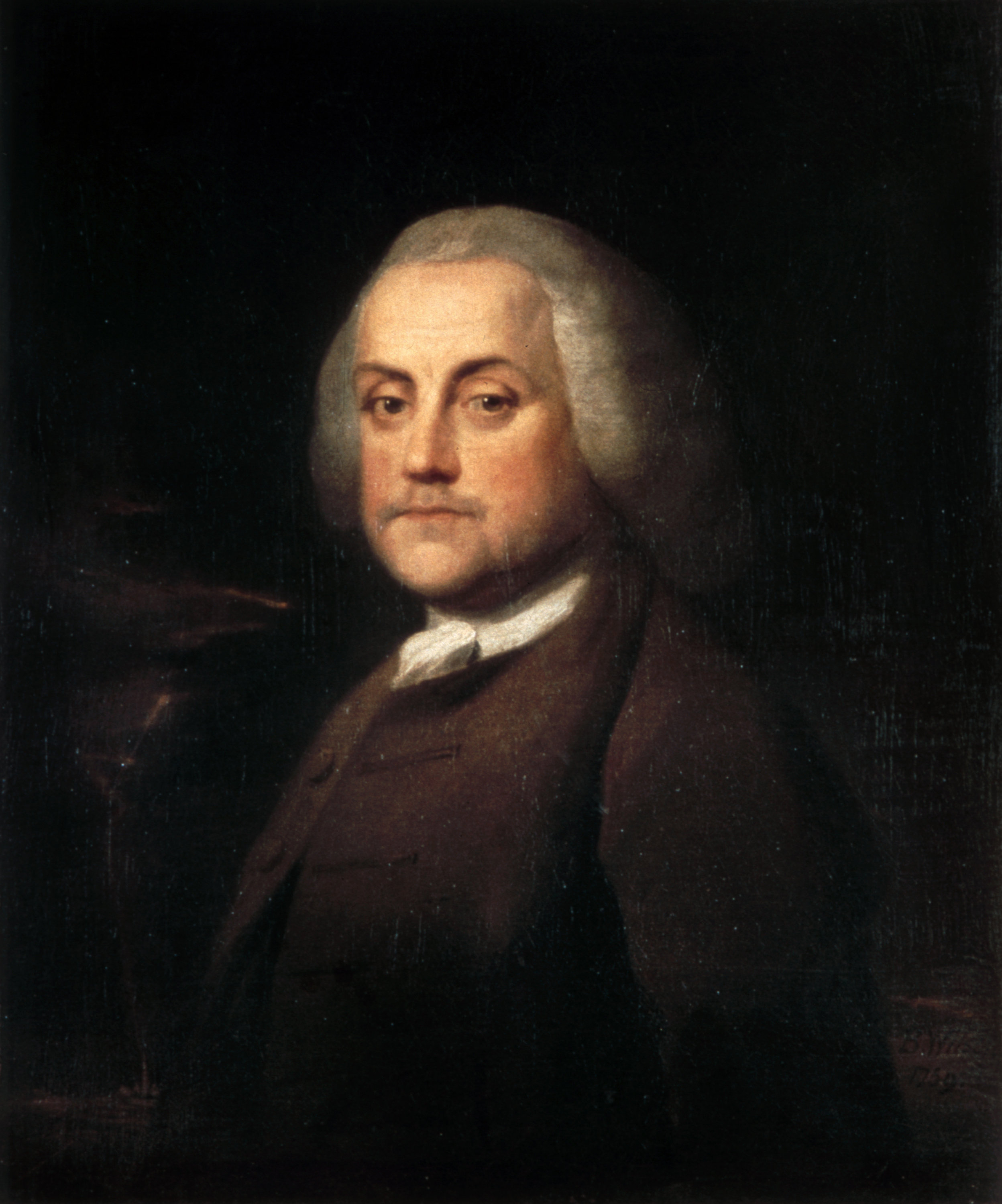
Benjamin Franklin

Benjamin Franklin tinédzserkorában a deizmus felé fordult, amely szerint Isten ugyan létezik, de nem avatkozik be az emberek ügyeibe. 1787-ben azonban, már élete vége felé, az alkotmányozó konvent előtt elmondott beszéde a deizmustól való elfordulására utalt.
Minél tovább élek, uraim, annál több bizonyítékot látok arra az igazságra, hogy Isten igenis beavatkozik az emberek ügyeibe. És ha egy veréb sem eshet le az ő tudta nélkül, vajon egy birodalom felemelkedhet-e nélküle?

## Deizmus és kereszténység
A deizmus annyiban ellenpólusa a kereszténységnek, hogy elutasít minden történelmi és természetfölötti kinyilatkoztatást, a vallást teljesen emberközpontúvá teszi, és az élményszerűség területén is csak a természetes misztikát fogadja el. Egyes képviselői több-kevesebb ellenszenvvel fordultak a hagyományos kereszténység ellen, de kezdetben nem gondolták, hogy tanaik keresztényellenesek. A deizmus az igazi kereszténységet a „természetes vallással” azonosította, amely lényegében egy magasabb rendű etika. Ezzel előmozdították a 18. és 19. században széles körben jellemző kulturális vagy névleges kereszténységet, amely célja csak a nemes eszmények szolgálata volt. A személyes Istennel kapcsolatban álló élő vallás helyébe az etika, a művészet és a tudomány lépett. Ezzel a hagyományos kereszténységet olyan válságba sodorta, amelyhez csak az ókori keresztény évszázadok gnoszticizmusa hasonlítható.
A deizmus jogosan utasított el egy olyan istenfogalmat, amely Istenből hézagpótlót csinált, de a deizmus kritikusai rámutatnak, hogy a vallás lényege nem a tiszta észbeli megismerés vagy az erkölcsiség, hanem a tisztelet és hódolat a szent Isten előtt, akit a kinyilatkoztatás természetfölötti jelei alapján értelmi meglátással ismerhető meg, és ezt a hitbeli ismeretet állandóan igazolni kell. A keresztények szerint a világ nem lehet szükségszerű teremtő tett eredménye, és az ember sem lehet a végtelennek az egyediesítése. Az ember Isten szabad teremtménye, aki nyitott a transzcendencia felé. Az ember szabadságával igazi alakítója a történelemnek, és nem csupán általános érvényű igazságok meglátója. Ezért fölismerheti a történelemben megjelent kinyilatkoztatást, és annak alapján rendezheti be életét. Az I. vatikáni zsinat elítélte a deizmust egyrészt azon explicit vagy implicit formában előadott deista nézet miatt, hogy Isten szükségszerűen teremtette a világot, ami egyenértékű Isten szabadságának tagadásával (ennek következtében filozófiailag minden deizmus ellentmondásokba bonyolódik), másrészt a természetfelettinek és a kinyilatkoztatásnak az elutasítása miatt.